# Struna światła
Struna światła – pierwszy tom poetycki Zbigniewa Herberta. Wydany został przez Wydawnictwo „Czytelnik” w 1956 roku w nakładzie 1205 egzemplarzy.

## Charakterystyka
Chociaż Struna światła została wydana na fali odwilży, to według Ryszarda Krynickiego tom był gotowy do publikacji w 1954 roku. Wskazywać na to ma układ wierszy Herberta znajdujących się w almanachu …każdej chwili wybierać muszę (wyd. 1954), oraz fakt, że Herbert włączył do Struny światła trzynaście spośród dwudziestu wierszy znajdujących się w zbiorze. Pierwotnie Struna światła miała otrzymać tytuł Napis.
W drugim wydaniu (1994), pominięty został wiersz Epos.
Maciej Stanaszek zauważył, że cechą charakterystyczną debiutu Herberta jest niespotykane później przywiązanie autora do regularności formy, objawiające się dbałością o rytm oraz zepchnięciem na margines wiersza wolnego. Stanaszek zwrócił uwagę również na tematykę utworów, często nawiązującą do przeszłości, a także roli poezji oraz epistemologii – Herbert opowiedział się za poznaniem zmysłowym, odrzucając poznanie wyłącznie intelektualne.

## Spis utworów
- Dwie krople
- Dom
- Pożegnanie września
- Trzy wiersze z pamięci
- Poległym poetom
- Białe oczy
- Czerwona chmura
- Napis
- Mój ojciec
- Do Apollina
- Do Ateny
- O Troi
- Do Marka Aurelego
- Kapłan
- Epos
- O róży
- Architektura
- Struna
- Zobacz
- Cmentarz warszawski
- Testament
- Las Ardeński
- Mama
- Drży i faluje
- Uprawa filozofii
- *** (Pryśnie klepsydra)
- Wersety panteisty
- Kłopoty małego stwórcy
- Ballada o tym że nie giniemy
- Stołek
- Zimowy ogród
- Ołtarz
- Wawel
- Przypowieść o królu Midasie
- Fragment wazy greckiej
- Nike która się waha
- Wróżenie
- Dedal i Ikar
- Sól ziemi
- Arijon